# U Drive Me Crazy
"U Drive Me Crazy" é o primeiro single retirado do álbum de estúdio sazonal da boyband NSYNC, The Winter Album. A canção foi um grande sucesso na Espanha, alcançando o número quatro na parada AFYVE e passando cinco semanas entre os 15 primeiros. Também foi popular na Alemanha e na Suíça, mas não foi na Austrália ou na América do Norte.

## Lista de faixas
1. "U Drive Me Crazy" (Radio Edit) – 3:34
2. "U Drive Me Crazy" (Versão estendida) – 4:40
3. "U Drive Me Crazy" (2-4 Family 7" Remix) – 3:24
4. "U Drive Me Crazy" (Trime'n Delgado 12" Remix) – 5:33

## Desempenho nas tabelas musicais
| Parada (1998–1999)                             | Posição |
| ---------------------------------------------- | ------- |
| O campo songid é OBRIGATÓRIO PARA PARADA ALEMÃ | 30      |
| Espanha (AFYVE)                                | 4       |
| Suíça (Schweizer Hitparade)                    | 29      |